# Seznam prezidentů Federace Bosny a Hercegoviny
Toto je seznam prezidentů Federace Bosny a Hercegoviny, od zřízení této funkce v roce 1994.
| Portrét | Portrét | Jméno                        | Národnost | Nástup do úřadu   | Odchod z úřadu    | Doba v úřadu    | Strana                                                 |
| ------- | ------- | ---------------------------- | --------- | ----------------- | ----------------- | --------------- | ------------------------------------------------------ |
| 1       |         | Krešimir Zubak (* 1947)      | Chorvat   | 31. května 1994   | 18. března 1997   | 2 roky, 291 dní | Chorvatská demokratická unie                           |
| 2       |         | Vladimir Šoljić (* 1943)     | Chorvat   | 18. března 1997   | 29. prosince 1997 | 286 dní         | Chorvatská demokratická unie                           |
| 3       |         | Ejup Ganić (* 1946)          | Bosňák    | 29. prosince 1997 | 1. ledna 1999     | 1 rok, 3 dny    | Strana demokratické akce                               |
| 4       |         | Ivo Andrić-Lužanski (* 1956) | Chorvat   | 1. ledna 1999     | 1. ledna 2000     | 1 rok           | Chorvatská demokratická unie                           |
| (3)     |         | Ejup Ganić (* 1946)          | Bosňák    | 1. ledna 2000     | 1. ledna 2001     | 1 rok           | Strana demokratické akce/nestraník                     |
| (4)     |         | Ivo Andrić-Lužanski (* 1956) | Chorvat   | 1. ledna 2001     | 28. února 2001    | 58 dní          | Chorvatská demokratická unie                           |
| 5       |         | Karlo Filipović (* 1954)     | Chorvat   | 28. února 2001    | 1. ledna 2002     | 307 dní         | Sociálnědemokratická strana                            |
| 6       |         | Safet Halilović (1951–2017)  | Bosňák    | 1. ledna 2002     | 27. ledna 2003    | 1 rok, 26 dní   | Strana pro Bosnu a Hercegovinu                         |
| 7       |         | Niko Lozančić (* 1957)       | Chorvat   | 27. ledna 2003    | 22. února 2007    | 4 roky, 26 dní  | Chorvatská demokratická unie                           |
| 8       |         | Borjana Krištová (* 1961)    | Chorvat   | 22. února 2007    | 17. března 2011   | 4 roky, 23 dní  | Chorvatská demokratická unie                           |
| 9       |         | Živko Budimir (* 1962)       | Chorvat   | 17. března 2011   | 9. února 2015     | 3 roky, 329 dní | Chorvatská strana práv / Strana spravedlnosti a důvěry |
| 10      |         | Marinko Čavara (* 1967)      | Chorvat   | 9. února 2015     | 28. února 2023    | 8 let, 19 dní   | Chorvatská demokratická unie                           |
| 11      |         | Lidija Bradaraová (* 1971)   | Chorvat   | 28. února 2023    |                   |                 | Chorvatská demokratická unie                           |